# Diocèse de Kpalimé
Le Diocèse de Kpalimé (Dioecesis Kpalimensis) est une église particulière de l'Église catholique au Togo, dont le siège est à Kpalimé dans la Cathédrale du Saint-Esprit de Kpalimé.

## Évêques
L'évêque actuel est Mgr Benoît Comlan Messan Alowonou (de) depuis le 4 juillet 2001.

## Territoire
Il comprend les préfectures d'Agou, du Kloto, de Danyi, du Haho et du Moyen-Mono dans la région des plateaux.

## Histoire
Il est créé le 1er juillet 1994, par détachement de l'archidiocèse de Lomé.